# Miraflores (Guaviare)
Miraflores é um município da Colômbia, localizado no departamento de Guaviare.